# Turiya Magadlela
Turiya Magadlela est une artiste sud-africaine née en 1978 à Johannesbourg, en Afrique du Sud.

## Études
Turiya Magadlela naît en 1978 en Johannesbourg. Elle grandit dans le township de Mdantsane (en). Elle étudie au  Funda Community College en 1998 puis à l'Université de Johannesburg de 1999 à 2001. De 2011 à 2004, elle effectue ses études post-universitaires à Rijksakademie van beeldende kunsten d'Amsterdam.

## Art
Le travail de Turiya Magadlela parle de la colonisation des corps noirs et l'exploitation des femmes. Il repose sur l'utilisation détournés de tissus, notamment issus d'uniformes ou d'établissements pénitenciers. Par exemple, l'utilisation de collants de couleur marron permet d'interroger la norme de blanchité qui s'applique aux vêtements.
Son art s'inspire du travail sur l'abstraction de Kasimir Malevitch, Wassily Kandinsky et Piet Mondrian, en particulier les qualités spirituelles et d'ouverture de l'abstraction. Les critiques rapprochent ses productions de celles de Siah Armajani dans son utilisation du tissu et des contrastes, ainsi que de celles d'Alma Thomas concernant le travail sur la profondeur et des collages de Nicole Wermers (en).

### Walking Spirits
Réalisée en 2021 et dans une collection privée, Walking Spirits est une série d'œuvres monumentales réalisée à part de collants étirés appartenant à la série Inequalities. L'étirement des collants et leur déformation extrême évoque la violence subie par les personnes amenées à les porter.
Le nom de cette œuvre évoque l'acte de marcher, qui vient en tête très rapidement lorsque l'on parle de collants, mais aussi des diverses dimensions de l'être, à savoir sa corporalité et sa spiritualité.

### Mashadi Would Say II
Il s'agit d'une voûte monumentale réalisée à partir de collants découpés et cousus ensemble. Le titre de l'œuvre est inspiré d'un poème sur Oshadi Jane Mangena, une héroïne de la lutte contre l'apartheid et militante pour les droits des femmes, écrit par la mère de Turiya Magadlela,. Elle est inspirée des patchworks réalisés par les femmes afro-américaines ainsi que du patchwork des noms pour les victimes du Sida.
Cette œuvre, réalisée pour l'exposition Ubunutu, un rêve lucide du Palais de Tokyo, est collective, des dizaines de femmes ayant participé à sa réalisation.

## Récompenses
- 2015 FNB Art PrizeFNB[9]
- 2018 Top 10 des artistes africains dans lesquels investir du TimesLive[10]
- 2018 sélectionnée pour le Jean-François Prat Prize[11],[12]

## Expositions
- 2023 – When Angels Speak of Love, Triangle Art Space, New York [13]
- 2020 – Mirror Mirror: LatchKey Ny, New York[14]
- 2019 – Mashadi WouldSay..., MSGSU Resim ve Heykel Muzesi, Santiyesi, Istanbul
- 2017 – The Armory Show, Armory Show Presents, New York[15]
- 2015 – Impilo ka Lova, Blankprojects, Le Cap[16]
- 2015 – Imihuzuko, FNB Joburg Art Fair, Johannesbourg
- 2012 – Everybody knows uFeela, Blank projects,  Cape Town, Afrique du Sud.